# ویل لونگباتوم
ویل لونگباتوم (انگلیسی: Will Longbottom؛ زادهٔ ۱۲ دسامبر ۱۹۹۸) بازیکن فوتبال است.
از باشگاه‌هایی که در آن بازی کرده‌است می‌توان به باشگاه فوتبال دونکستر راورز اشاره کرد.